# Microtea
Genre
Synonymes
- Ancistrocarpus Kunth
- Ceratococca Willd. ex Schult.
- Schollera Rohr

Microtea est un genre de plantes à fleurs de la famille des Microteaceae  (anciennement Phytolaccaceae), originaires des îles des Caraïbes, d'Amérique centrale et d'Amérique du Sud . 

## Espèces
Microtea était à l'origine placé dans les Phytolaccaceae, mais a maintenant sa propre famille, les Microteaceae.
Selon Tropicos (28 juillet 2020) (Attention liste brute contenant possiblement des synonymes) :
- Microtea bahiensis Marchior. & J.C. Siqueira
- Microtea burchellii Hook. f.
- Microtea debilis Sw.
- Microtea foliosa Chodat
- Microtea glochidiata Moq.
- Microtea gracilis A. W. Hall
- Microtea longebracteata H. Walter
- Microtea maypurensis (Kunth) G. Don
- Microtea paniculata Moq.
- Microtea papillosa Marchior. & J.C. Siqueira
- Microtea polystachya N.E. Br.
- Microtea portoricensis Urb.
- Microtea scabrida Urb.
- Microtea scandens Rusby
- Microtea sulcicaulis Chodat
- Microtea tenuifolia Moq.
- Microtea tenuissima N.E. Br.